# Winner Anacona
Anacona  Gómez est un nom espagnol. Le premier nom de famille, en général paternel, est Anacona ; le second, en général maternel, souvent omis, est Gómez.
Winner Andrew Anacona Gómez, né le 11 aout 1988 à Tunja, est un coureur cycliste colombien, membre de la formation Colombia Pacto por el Deporte.

## Repères biographiques
Il explique l'originalité de son prénom par la volonté de son père, policier, de l'appeler « Winnen Andrew ». Grand fan de cyclisme, dans les années 1980, ses coureurs préférés étaient Peter Winnen et Andrew Hampsten. Mais à l'état civil, au moment de l'enregistrement, Winnen s'est transformé en Winner. Le coureur dit apprécier ce prénom même s'il est plus difficile à porter depuis qu'il est chez les professionnels. 
Anacona effectue trois saisons en Italie. Lors de la dernière, il réalise quelques performances remarquables comme monter sur le podium du Baby Giro après avoir remporté la cinquième étape. Ses résultats lui permettent de se faire remarquer et il est enrôlé dans l'équipe italienne de l'UCI World Tour, Lampre-ISD, pour la saison 2012. Contraint à une longue préparation, pour des problèmes de visa, Winner Anacona débute, véritablement, celle-ci lors du Trophée Melinda. Il prend part à l'échappée matinale, en tête de la course une centaine de kilomètres, et réussit néanmoins, une fois repris, à finir dans la trentaine de coureurs classés. Puis son équipe l'aligne au Grand Prix du canton d'Argovie et au Tour de Slovénie. Dans la troisième étape du Tour de Slovénie, la plus montagneuse, Anacona se retrouve dans un petit groupe de onze coureurs qui se dispute la troisième place (il finit neuvième). Le lendemain, après le contre-la-montre qui clôture l'épreuve, il finit dixième au classement général final.
Chutant lors de la troisième étape du Tour de Pologne, il arrive au Tour d'Espagne, avec très peu de jours de courses et beaucoup de fraîcheur. Pour son premier grand tour, il termine à une probante dix-neuvième place du classement général final à Madrid.
Le 24 décembre sur ses routes d'entraînement, il ne peut éviter un chien. La chute est violente et il est dirigé vers l'hôpital de Tunja. Il y est diagnostiqué une fracture de la malléole de la cheville droite. En principe l'incapacité est de deux, trois mois. La rééducation commençant au bout de quatre semaines, il espère reprendre la compétition en avril (alors qu'il était prévu qu'il dispute la Semaine internationale Coppi et Bartali, en mars). Malgré cela, l'objectif principal de sa saison reste le Tour d'Espagne. La convalescence prend plus de temps que prévu car il ne remonte sur le vélo qu'en avril. Il débute ainsi sa saison 2013 à l'occasion du Tour de Pologne.
Seul coureur colombien à disputer les trois épreuves du mondial 2014, Winner Anacona s'engage pour la saison 2015 avec l'équipe World Tour Movistar.
Au mois de septembre 2016 il prolonge le contrat qui le lie à la formation Movistar.
À partir de la saison 2020, Winner Anacona intègre l'équipe Arkéa-Samsic avec 2 autres coureurs colombiens : Nairo et Dayer Quintana. Il endosse un rôle de coéquipier chargé d'épauler Nairo Quintana en montagne.
Il est cité dans une enquête diligentée par le parquet de Marseille à l'occasion du Tour de France 2020, à propos de pratiques potentiellement dopantes, en même temps que les deux autres coureurs colombiens de l'équipe et deux encadrants réputés proches de Nairo Quintana.
Initialement en fin de contrat avec Arkéa-Samsic en fin d'année 2021, celui-ci est étendu jusqu'en fin d'année 2022. Il est alors le 30e et dernier coureur engagé avec la formation bretonne pour cette saison.

## Palmarès sur route et classements mondiaux

### Palmarès amateur
- 2006
  -  Champion de Colombie du contre-la-montre juniors
  -  Médaillé d'argent au championnat panaméricain du contre-la-montre juniors
- 2008
  - 2e du Trophée Alvaro Bacci
- 2009
  - 3e du Gran Premio Chianti Colline d'Elsa
- 2010
  - Trophée Matteotti amateurs
  - Giro del Montalbano
  - 2e du championnat de Colombie du contre-la-montre espoirs
  - 3e de la Coppa Comune di Castiglion Fiorentino
- 2011
  - Grand Prix de la ville d'Empoli
  - 5e étape du Baby Giro
  - Cronoscalata del Montemignaio
  - Mémorial Pigoni Coli
  - Gran Premio Comune di Cerreto Guidi
  - 2e du Baby Giro
  - 2e de Florence-Empoli
  - 2e du Grand Prix de la ville de Vinci
  - 2e de Florence-Viareggio
  - 2e de la Coppa 29 Martiri di Figline di Prato
  - 3e du Giro delle Colline Chiantigiane
  - 3e de Bologna-Passo della Raticosa
  - 3e du Trofeo Castelnuovo Val di Cecina
- 2024
  - 1re étape du Tour de Marie-Galante (contre-la-montre)

### Palmarès professionnel
- 2014
  - 9e étape du Tour d'Espagne
  - 2e du championnat de Colombie sur route
  - 3e du Tour de l'Utah
- 2019
  - Tour de San Juan :
    - Classement général
    - 5e étape
- 2020
  - 3e de la Classique d'Ordizia
- 2021
  - Trofeo Andratx-Mirador des Colomer

### Résultats sur les grands tours

#### Tour de France
3 participations
- 2015 : 57e
- 2016 : 69e
- 2020 : 66e

#### Tour d'Italie
2 participations
- 2014 : 62e
- 2017 : 25e

#### Tour d'Espagne
4 participations
- 2012 : 19e
- 2013 : 105e
- 2014 : 27e, vainqueur de la 9e étape
- 2018 : 69e

### Classements mondiaux
| Année                                 | 2010 | 2011 | 2012 | 2013 | 2014 | 2015 | 2016 | 2017  | 2018  | 2019 | 2020 | 2021 | 2022  |
| ------------------------------------- | ---- | ---- | ---- | ---- | ---- | ---- | ---- | ----- | ----- | ---- | ---- | ---- | ----- |
| UCI World Tour                        |      |      | 193e | nc   | 119e | 164e | 208e | 235e  | 292e  |      |      |      |       |
| Classement mondial                    |      |      |      |      |      |      | 544e | 839e  | 1003e | 246e | 452e | 460e | 2141e |
| UCI Europe Tour                       | 906e | 281e |      |      |      |      | 793e | 1198e | 1545e |      |      |      |       |
| UCI Asia Tour                         | nc   | nc   |      |      |      |      | 183e | nc    | nc    |      |      |      |       |
| UCI America Tour                      | nc   | nc   |      |      |      |      | 242e | nc    | nc    | 22e  | 31e  | 42e  | 352e  |
|                                       |      |      |      |      |      |      |      |       |       |      |      |      |       |
| Légende : nc = non classéSource : UCI |      |      |      |      |      |      |      |       |       |      |      |      |       |

## Palmarès sur piste

### Championnats panaméricains
- São Paulo 2006
  -  Médaillé d'argent de la poursuite par équipes juniors
  -  Médaillé de bronze de la poursuite juniors

### Championnats de Colombie
- 2005
  - 3e du championnat de Colombie de poursuite par équipes juniors
- 2006
  -  Champion de Colombie de poursuite par équipes juniors
  -  Champion de Colombie de la course aux points juniors